# Neugattendorf
Neugattendorf ist ein Gemeindeteil der Gemeinde Gattendorf im Landkreis Hof (Oberfranken, Bayern). Neugattendorf liegt in der Gemarkung Gattendorf.

## Geografie
Östlich des Dorfes gibt es einen ehemaligen Steinbruch, der als Geotop ausgezeichnet ist. Die Staatsstraße 2192 führt nach Jägersruh (2,3 km westlich) bzw. zur Anschlussstelle 3 der Bundesautobahn 93 (2 km südöstlich). Die Staatsstraße 2452 führt an Neuenreuth vorbei nach Gumpertsreuth (3 km nordwestlich). Die Kreisstraße HO 16/K 7855 führt die A 93 überbrückend nach Gassenreuth (4,3 km nordöstlich).  Gemeindeverbindungsstraßen führen nach Döberlitz (1,5 km südwestlich) und nach Kirchgattendorf (0,9 km östlich).

## Geschichte
Neugattendorf wurde 1737 erstmals schriftlich erwähnt. Gegen Ende des 18. Jahrhunderts bestand Neugattendorf – auch neue Schenke genannt – aus 20 Häusern und einer Wehrzollstätte. Die Hochgerichtsbarkeit wie auch die Grundherrschaft über sämtliche Anwesen hatte das Reitzenstein’sche Rittergut Gattendorf.
Von 1797 bis 1810 unterstand Neugattendorf dem Justiz- und Kammeramt Hof. Infolge des Ersten Gemeindeedikts wurde Neugattendorf dem 1812 gebildeten Steuerdistrikt Gattendorf und der zugleich entstandenen Ruralgemeinde Gattendorf zugewiesen.

### Einwohnerentwicklung
| Jahr      | 1819  | 1861   | 1871   | 1885   | 1900   | 1925   | 1950   | 1961   | 1970   | 1987   | 2015  |
| Einwohner | *     | 300    | 330    | 337    | 321    | 342    | 433    | 436    | 450    | 483    | 695   |
| Häuser    |       |        |        | 40     | 39     | 41     | 54     | 73     |        | 132    |       |
| Quelle    | [ 7 ] | [ 10 ] | [ 11 ] | [ 12 ] | [ 13 ] | [ 14 ] | [ 15 ] | [ 16 ] | [ 17 ] | [ 18 ] | [ 1 ] |

## Religion
Neugattendorf ist evangelisch-lutherisch geprägt und bis heute nach Kirchgattendorf gepfarrt.